# Baxán
Baxán est une localité de la parroquia de Santiago de Barbadelo dans le municipio de Sarria, comarque de Sarria, province de Lugo, communauté autonome de Galice, au nord-ouest de l'Espagne.
Cette localité est à proximité du Camino francés du Pèlerinage de Saint-Jacques-de-Compostelle ; ce dernier passe environ à 0,7 km au nord-est dans la localité voisine de A Serra alias Mercado da Serra.

## Sources et références
- (gl) wikimapia.org Baxán.